# Battlefield V
Battlefield V é um jogo eletrônico de tiro em primeira pessoa desenvolvido pela DICE e publicado pela Electronic Arts. É o décimo sexto jogo da série Battlefield. Foi lançado mundialmente para Microsoft Windows, PlayStation 4 e Xbox One em 20 de novembro de 2018. O jogo continua a partir de seu predecessor Battlefield 1, concentrando-se na Segunda Guerra Mundial.

## Jogabilidade
Battlefield V foca de forma abrangente nas características e mecanismos das partidas, na escassez de recursos e no realismo do campo de batalha. Há um grande enfoque ampliado na personalização de jogadores através do novo sistema de campanha, onde os jogadores podem criar múltiplos personagens com diversas opções de acessórios e armas. Os acessórios e a máquina de compra usados para adquirir itens são os melhores e mais objetivos da série.
O jogo conta com vários novos modos multiplayer, incluindo o "contínuo" modo de campanha "Tides of War", "Royale" e "Grand Operations". O modo Grand Operations é uma expansão do modo "Operações" introduzido no Battlefield 1, que se concentra em partidas que ocorrem em vários estágios para simular uma campanha da guerra. Em Grandes Operações, cada rodada tem objetivos específicos, e o desempenho em cada estágio influencia o próximo. Os jogos culminarão com um "Final Stand", com os jogadores usando apenas uma arma primária com munição limitada e sem respawns. Similarmente ao Battlefield 1, o jogo conta com uma coleção de "histórias de guerra" para um jogador, baseadas em eventos da Segunda Guerra Mundial. O modo battle royale é construído em torno dos "pilares centrais da destruição, do jogo em equipe e dos veículos" da franquia.

## Sinopse
Como em Battlefield 1, a campanha para um jogador é dividida em uma introdução (prólogo) seguida por histórias de guerra episódicas, três das quais estavam disponíveis no lançamento. "Under No Flag" coloca o jogador na pele de Billy Bridger, um ladrão de banco britânico especialista em explosivos que é condenado a prisão, mas agora é recrutado para um compromisso de comandos britânicos do Serviço de Bote Especial (SBS) para participar da Operação Albumen no Mediterrâneo. "Nordlys" se passa do ponto de vista de uma jovem combatente da resistência norueguesa participando de sabotagens ao programa nuclear alemão na Noruega ocupada. "Tirailleur" ("atirador" em francês) conta a história de um Tirailleur senegalês que faz parte de um regimento africano colonial das forças da França Livre durante a Operação Dragão. A quarta campanha, "The Last Tiger", foi lançada em 5 de dezembro de 2018, que retrata as lutas de uma tripulação alemã de um tanque Tiger I em Colônia, na Renânia, durante o avanço massivo dos Aliados na região do Ruhr, na Alemanha, nos últimos dias da Segunda Guerra Mundial.

## Desenvolvimento
A DICE divulgou os primeiros detalhes sobre o Battlefield V em 23 de maio de 2018, com mais informações a serem reveladas durante a conferência de imprensa da EA Play, perto da E3 2018, em junho. A DICE afirmou que, ao contrário do Battlefield 1, não planeja usar conteúdo pago ou "loot boxes" que afetam a jogabilidade dentro do Battlefield V; novo conteúdo será adicionado ao jogo para todos os jogadores ao longo do tempo (que, por sua vez, irá progredir através dos diferentes estágios da Segunda Guerra Mundial), sem custo adicional. A decisão de excluir esses recursos foi tomada após a indignação com relação ao sistema de saque em Star Wars Battlefront II, outro título da DICE.
De acordo com os desenvolvedores, a letra V do nome do jogo faz uma referência ao V de Vitória popularizado por Winston Churchill.

## Recepção

### Pré-lançamento
O trailer do anúncio foi recebido com uma reação de alguns fãs da série que criticaram o jogo por falta de precisão histórica e autenticidade. Particularmente destacado foi o foco do trailer em soldados da linha de frente feminina, que eles consideravam uma forma de "politicamente correto". Outras queixas foram dadas ao uso de certas armas e arte corporal como sendo muito incomum nesse período de tempo. No entanto, outros mencionaram as mulheres na Segunda Guerra Mundial, destacando exemplos da vida real, e que os jogos anteriores da série Battlefield nunca foram vistos como tendo um retrato completamente realista da guerra. Alguns sugeriram que parte da reação era devida à misoginia, em vez de verdadeiras preocupações com a exatidão histórica. Em resposta ao clamor, o produtor executivo do jogo, Aleksander Grøndal, escreveu no Twitter que a equipe "sempre colocaria diversão acima da autenticidade". O diretor geral da DICE, Oskar Gabrielson, também respondeu no Twitter, dizendo: "Primeiro, vamos esclarecer uma coisa. A opção de escolha e as personagens femininas estão aqui para ficar... Nosso compromisso como estúdio é fazer tudo o que pudermos para criar jogos que sejam inclusivos e diversificados. Nós sempre nos propusemos a empurrar limites e entregar experiências inesperadas ".
No dia 28 de Junho a DICE divulgou o lançamento do beta fechado junto com os requisitos do jogo para computador

### Resposta crítica
De acordo com a revista Metacritic, Battlefield V recebeu críticas "geralmente favoráveis" para as versões PC e Xbox One e críticas "misturadas ou médias" para a versão PlayStation 4.
Na análise de 8/10 da Game Informer, eles escreveram: "Em última análise, Battlefield V será definido pelo sucesso ou fracasso do modo cooperativo Pendined Arms, Firestorm e battle royale  e se a DICE pode ou não fornecer continuamente conteúdo novo e envolvente. "GamesRadar+ deu ao jogo 3.5 / 5 estrelas, elogiando o gameplay mas criticando o multiplayer online, escrevendo:" Não é tão drástica como seu antecessor na WW1, nem tão selvagem ou maravilhoso, o design deliberativo de Battlefield 5 marginaliza seus pontos fortes como uma caixa de areia simulativa. "

### Vendas
Analistas da indústria de jogos, relataram que as vendas de pré-venda de Battlefield V estavam "fracas", sendo 85% atrás das de Call of Duty: Black Ops 4.
Em novembro, foi relatado que o Battlefield V vendeu menos da metade das cópias físicas que o Battlefield 1 fez no lançamento durante o mesmo período de tempo. O jogo vendeu 7,3 milhões de cópias até o final de 2018. Em 5 de fevereiro de 2019, Andrew Wilson, CEO da EA, anunciou que o jogo não satisfazia as expectativas de vendas, culpando o marketing do jogo e seu foco no desenvolvimento de uma campanha single-player e o modo battle royale, um gênero que ganhou popularidade recente. Wilson também destacou o longo ciclo de desenvolvimento do Battlefield V e lançou em um mês de forte competição. Os preços das ações da EA também enfrentaram sua pior queda em mais de uma década durante o terceiro trimestre do ano fiscal, caindo cerca de 18%, o que a EA atribuiu em parte às fracas vendas do jogo.